# Disociație (chimie)
În chimie și biochimie, disociația sau disocierea este un proces în urma căruia moleculele (sau compușii ionici, cum sunt sărurile) se separă în particule mai mici, cum sunt atomii, ionii sau radicalii. În mod normal, este un proces reversibil.
Se deosebesc trei tipuri principale: disocierea electrolitică, disocierea fotochimică și disocierea termică. 